# Facultad de Ingeniería en Ciencias de la Computación y Telecomunicaciones (Universidad Autónoma Gabriel René Moreno)
La Facultad de Ingeniería en Ciencias de la Computación y Telecomunicaciones de la Universidad Autónoma Gabriel René Moreno, se encuentra ubicada en los módulos universitarios en la ciudad de Santa Cruz de la Sierra, Bolivia, es una unidad académica fundada en 2012, actualmente cuenta con tres carreras a nivel licenciatura que son Ingeniería Informática, Ingeniería en Sistemas e Ingeniería en Redes y Telecomunicaciones.
Fue creada luego de un proceso que duró 8 años desde su planteamiento hasta su aprobación por resolución del Ilustre Consejo Universitario nro. 018/2012 en fecha 6 de marzo del 2012, es la primera facultad de su tipo en una  universidad del sistema público de Bolivia.

## Historia

### Inicios
Las ciencias de la computación en el departamento de Santa Cruz fue iniciada con la creación de la carrera de ingeniería informática en el año 1987, al ser considerada una necesidad creciente en el medio cruceño, causado por la tendencia internacional hacia la automatización del manejo de la información tanto en las empresas como en las instituciones.
Los movimientos estudiantiles respaldados en los principios del cogobierno a inicios de la década del 2000 empiezan a reclamar por la instalación de una autoridad que sea formada en la misma carrera, pues las autoridades hasta ese entonces eran profesionales de distintas áreas (ingenieros civiles, principalmente) a causa que de los docentes que existían en ese entonces pocos fueron formados en la carrera de ingeniería informática, es así que en el 2003 un grupo de estudiantes a la cabeza del centro de estudiantes de ingeniería informática realizan la toma de las instalaciones de la Facultad de Ciencias Exactas y Tecnología, exigiendo sea nombrado como director de carrera un profesional formado en la carrera de ingeniería informática, lo que al final fue concedido y supuso un cambio notable para que se inicien los cambios profundos dentro de la carrera.

### Carreras
Inicialmente existía la carrera de Ingeniería Informática, fundada el 16 de julio de 1987; del cual en el año 2003 se crean dos menciones de estudios: Mención Ciencias de la Computación y Mención Análisis de Sistemas.
Dichas menciones son replanteadas para ser planes de estudios, de donde en el año 2005 se eliminan y se establecen tres planes de estudios de donde cada uno tendrá un título por separado: Ingeniería Informática, Ingeniería en Sistemas e Ingeniería en Redes y Telecomunicaciones; es con estas tres carreras con las que nace la facultad.

## Oferta Académica

### Pregrado

#### Nivel Licenciatura
- Ingeniería Informática
- Ingeniería de Sistemas
- Ingeniería en Redes y Telecomunicaciones

#### Nivel Técnico Superior
- Área de Ingeniería Informática
  - Técnico Superior en Desarrollo de Aplicaciones Web y Móviles
  - Técnico Superior en Programación de Computadoras

- Área de Ingeniería en Sistemas
  - Técnico Superior en Analista de Sistemas de Información Administrativos
  - Técnico Superior en Análisis de Sistemas

- Área de Ingeniería en Redes y Telecomunicaciones
  - Técnico Superior en Instalación y Configuración de Redes
  - Técnico Superior en Redes y Conectividad

#### Nivel Técnico Medio
- Área de Ingeniería Informática
  - Técnico Medio en Programación y Diseño de Páginas Web

- Área de Ingeniería en Sistemas
  - Técnico Medio de Operador de Sistemas Empresariales

- Área de Ingeniería en Redes y Telecomunicaciones
  - Técnico Medio en Cableado de Redes, Conectividad y Fibra Óptica

### Postgrado
- Maestría en Dirección Estratégica en Ingeniería de Software
- Maestría en Seguridad Informática
- Maestría en Big Data y Análisis de Datos